# Tấn Chiêu công
Tấn Chiêu công (chữ Hán: 晋昭公, cai trị: 531 TCN – 526 TCN), tên thật là Cơ Di (姬夷), là vị vua thứ 32 của nước Tấn - chư hầu nhà Chu trong lịch sử Trung Quốc.

## Vua yếu nước suy
Tấn Chiêu công là con của Tấn Bình công– vua thứ 31 nước Tấn. Năm 532 TCN Tấn Bình công mất, Cơ Di lên nối ngôi, tức là Tấn Chiêu công.
Thời Tấn Chiêu công, các đại phu 6 họ Hàn, Triệu, Trí (vốn họ Tuân), Phạm (vốn họ Sĩ), Ngụy, Trung Hàng (cũng họ Tuân) - gọi là "lục khanh" - bắt đầu có thế lực mạnh và chuyên quyền, vua Tấn còn ít quyền lực.
Năm 531 TCN, Sở Linh vương đánh nước Trần, rồi đánh nước Sái. Nước Sái sai sứ sang cầu cứu nước Tấn. Các đại phu nước Tấn bàn nhau hội chư hầu ở Quyết Ngận để bàn nhau cứu Sái, rồi sai Hồ Phủ đi đề nghị Sở Linh vương rút quân đánh Sái. Sở Linh vương không đồng ý. Cuối cùng vua Sở diệt cả Sái và Trần, nước Tấn không cứu giúp được.
Để lấy lại uy thế với chư hầu, năm 530 TCN, nước Tấn đi đánh nước nhỏ Tiển Ngu. Năm 528 TCN, Tuân Ngô đánh Tiển Ngu lần thứ 2. Nước Tiển Ngu xin hàng nộp thành. Tấn diệt Tiển Ngu.
Năm 529 TCN, nhân Sở Linh vương chết, các đại phu nước Tấn lại tổ chức hội chư hầu. Một số nước không nghe theo.
Năm 526 TCN, Tấn Chiêu công mất. Ông làm vua được 6 năm. Con ông là Cơ Khứ Tật lên ngối ngôi, tức là Tấn Khoảnh công.